# Peruphasma transversatum
Peruphasma transversatum är en insektsart som först beskrevs av Andrew Nelson Caudell 1913.  Peruphasma transversatum ingår i släktet Peruphasma och familjen Pseudophasmatidae. Inga underarter finns listade i Catalogue of Life.